# Cyrtophora limbata
Cyrtophora limbata là một loài nhện trong họ Araneidae.
Loài này thuộc chi Cyrtophora. Cyrtophora limbata được Tord Tamerlan Teodor Thorell miêu tả năm 1898.